# Craincourt
Pour l’article homonyme, voir Craincourt (Vosges).
Craincourt est une commune française située dans le département de la Moselle, en région Grand Est.

## Géographie
| Thézey-Saint-Martin Meurthe-et-Moselle | Alaincourt-la-Côte | Puzieux            |
| Létricourt Meurthe-et-Moselle          | Craincourt         | Delme Lemoncourt   |
| Aulnois-sur-Seille                     | Fossieux           | Aulnois-sur-Seille |

### Hydrographie
La commune est située dans le bassin versant du Rhin au sein du bassin Rhin-Meuse. Elle est drainée par la Seille, le ruisseau de Saint-Jean et le ruisseau le Petit.
La Seille, d'une longueur totale de 137,7 km, prend sa source dans la commune de Maizières-lès-Vic et se jette  dans la Moselle à Metz en limite avec Saint-Julien-lès-Metz, après avoir traversé 57 communes.
Le ruisseau de Saint-Jean, d'une longueur totale de 15,8 km, prend sa source dans la commune de Fresnes-en-Saulnois et se jette  dans la Seille en limite d'Thézey-Saint-Martin et de Craincourt, face à Létricourt, après avoir traversé neuf communes.

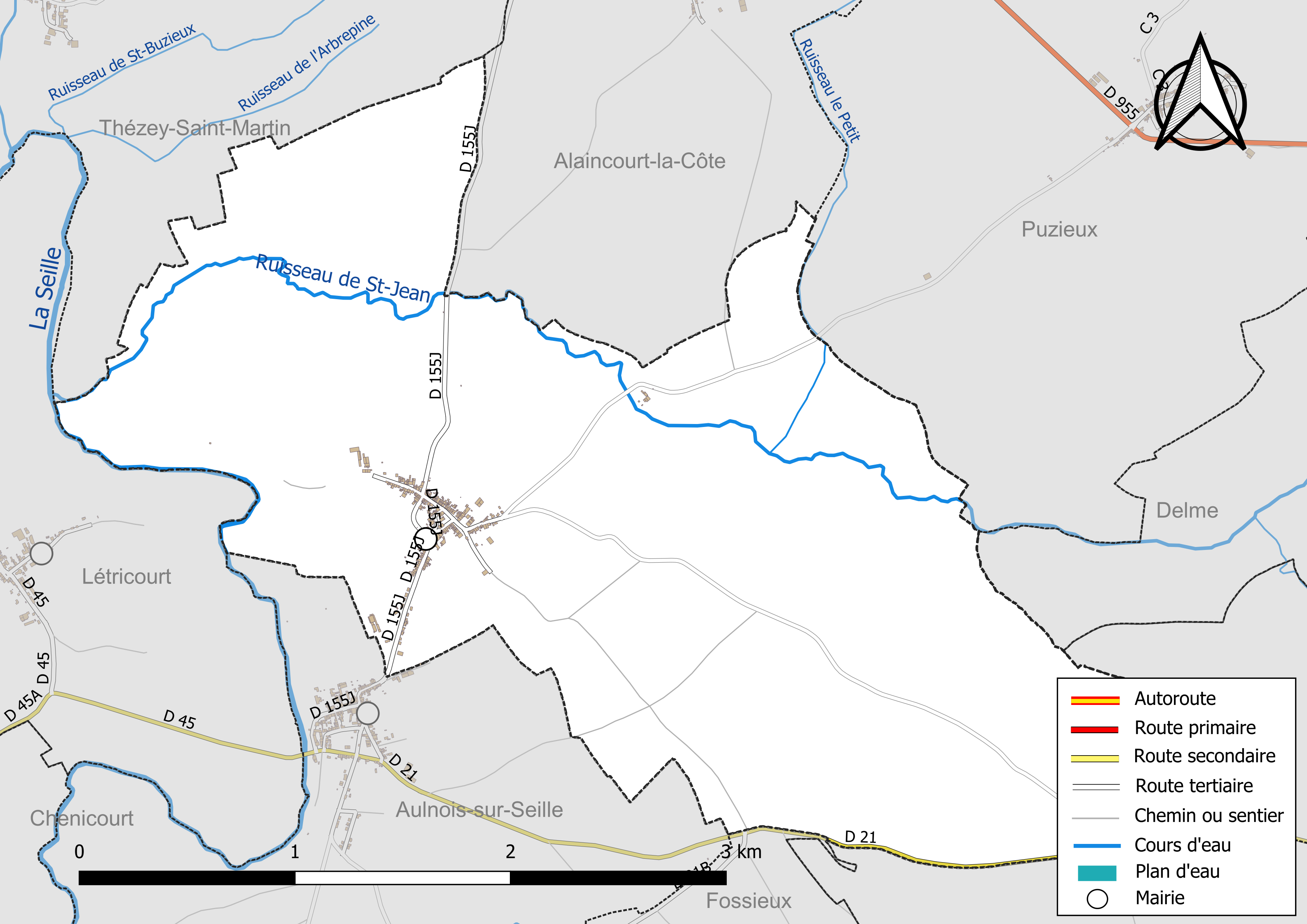
Réseaux hydrographique et routier de Craincourt.

La qualité des eaux des principaux cours d’eau de la commune, notamment de la Seille et du ruisseau de Saint-Jean, peut être consultée sur un site spécial géré par les agences de l’eau et l’Agence française pour la biodiversité. Ainsi en 2020, dernière année d'évaluation disponible en 2022, l'état écologique du ruisseau de Saint-Jean était jugé médiocre (orange).

### Climat
Pour des articles plus généraux, voir Climat du Grand Est et Climat de la Moselle.
En 2010, le climat de la commune est de type climat océanique dégradé des plaines du Centre et du Nord, selon une étude du Centre national de la recherche scientifique s'appuyant sur une série de données couvrant la période 1971-2000. En 2020, Météo-France publie une typologie des climats de la France métropolitaine dans laquelle la commune est exposée à un climat semi-continental et est dans la région climatique  Lorraine, plateau de Langres, Morvan, caractérisée par un hiver rude (1,5 °C), des vents modérés et des brouillards fréquents en automne et hiver. 
Pour la période 1971-2000, la température annuelle moyenne est de 9,7 °C, avec une amplitude thermique annuelle de 17 °C. Le cumul annuel moyen de précipitations est de 767 mm, avec 11,8 jours de précipitations en janvier et 9,1 jours en juillet. Pour la période 1991-2020, la température moyenne annuelle observée sur la station météorologique de Météo-France la plus proche, « M.n.l. », sur la commune de Goin à 14 km à vol d'oiseau, est de 10,7 °C et le cumul annuel moyen de précipitations est de 678,8 mm. 
La température maximale relevée sur cette station est de 39,5 °C, atteinte le 24 juillet 2019 ; la température minimale est de −16,3 °C, atteinte le 2 janvier 1997,,. 
Les paramètres climatiques de la commune ont été estimés pour le milieu du siècle (2041-2070) selon différents scénarios d'émission de gaz à effet de serre à partir des nouvelles projections climatiques de référence DRIAS-2020. Ils sont consultables sur un site spécial publié par Météo-France en novembre 2022.

## Urbanisme

### Typologie
Au 1er janvier 2024, Craincourt est catégorisée commune rurale à habitat dispersé, selon la nouvelle grille communale de densité à sept niveaux définie par l'Insee en 2022.
Elle est située hors unité urbaine. Par ailleurs la commune fait partie de l'aire d'attraction de Metz, dont elle est une commune de la couronne,. Cette aire, qui regroupe 245 communes, est catégorisée dans les aires de 200 000 à moins de 700 000 habitants,.

### Occupation des sols
L'occupation des sols de la commune, telle qu'elle ressort de la base de données européenne d’occupation biophysique des sols Corine Land Cover (CLC), est marquée par l'importance des territoires agricoles (90,8 % en 2018), en diminution par rapport à 1990 (91,9 %). La répartition détaillée en 2018 est la suivante : 
terres arables (63,8 %), prairies (27 %), forêts (5,2 %), zones urbanisées (4 %). L'évolution de l’occupation des sols de la commune et de ses infrastructures peut être observée sur les différentes représentations cartographiques du territoire : la carte de Cassini (XVIIIe siècle), la carte d'état-major (1820-1866) et les cartes ou photos aériennes de l'IGN pour la période actuelle (1950 à aujourd'hui).

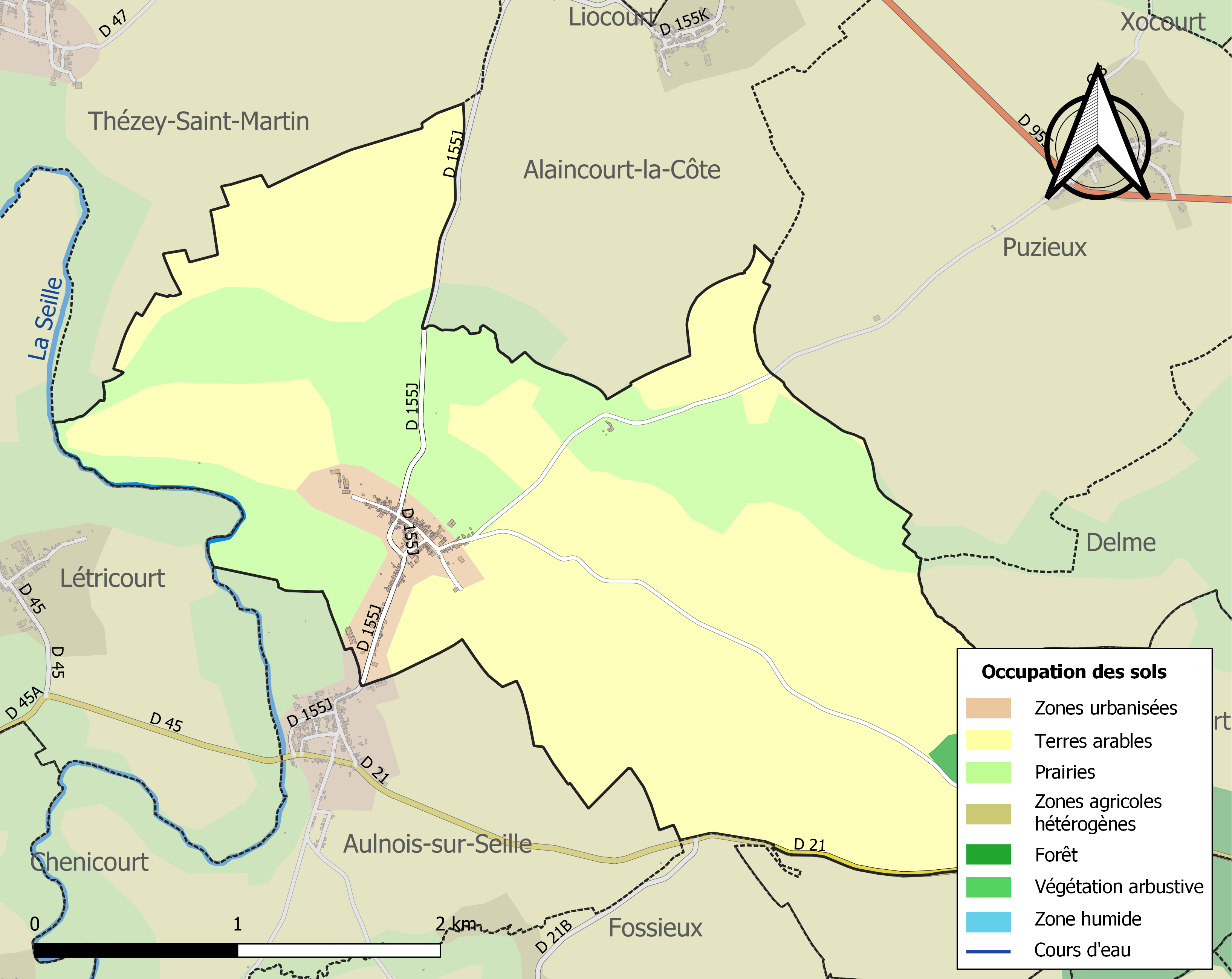
Carte des infrastructures et de l'occupation des sols de la commune en 2018 (CLC).

## Toponymie
- 777 : Sicramria ou Sicramno curte, 1152 : Cruncurt ou Crancurt, 1270 : Crincourt, 1278 : Crincurt, 1285 : Criencourt, 1476 : Creincourt, 1779 : Craincourt-sur-Seille, 1793 : Craincourt, 1915-1918 et 1940-1944 : Kranhofen.
- Sicramria ou Sicramno curte vient Sigramnus et du mot moyen latin curtis, « propriété familiale », ce qui signifie « ferme de Sigramnus ». Sigramnus (ou Sigramne) est un prénom du VIIIe siècle qui donne Sicramria. Sicramnia va s'abréger en cran pour donner, au fil des siècles, Craincourt. Il est probable que cette « ferme de Sigramnus » fut située à l'emplacement actuel du château de Craincourt.

## Histoire
- Village du ban de Delme, plus tard de la seigneurie de Nomeny, avec château fort dévasté pendant la guerre de Trente Ans.
- ce village appartenait aux ancêtres de la famille Craincourt
- En 1243 Regnauld de Craincourt, le seigneur du village de l’époque, vendu à l’Evèque de Metz, Jacques de Lorraine, la vouerie de Delme. Une vouerie en Lorraine était une Seigneurie.
- Plus tard, la famille de Craincourt (dite de Wauthiemont[15] (Weltersberg), ) fut la propriétaire du fief de Craincourt. Son blason légèrement modifié est aujourd'hui le blason municipal. La paroisse de Craincourt appartenait à la zone administrative de l'archiprêtre de Delme, subordonné à l'archidiacre de Vic-sur-Seille.Le village lui-même appartenait à Delme depuis le XIIIe siècle.
- En 1698, Craincourt était subordonné au Bailliage de Nomeny, qui appartenait au duché de Lorraine. En 1738, avec la paix de Vienne, qui mit fin à la guerre de succession polonaise (1733-1738), le duché fut decerné au roi polonais Stanislas Ier Leszczyński (1677-1766). Après la mort du roi Stanislas en 1766, le Duché revint à la France.
- En 1793, Craincourt reçut le statut de municipalité à la suite de la Révolution française (1789-1799) et 1801 le droit à l'autonomie locale. Craincourt a appartenu de 1801 à 1871 à l'ancien département de Meurthe, rebaptisé en 1871 en Meurthe-et-Moselle. En 1871, la municipalité est incorporée, en raison de changements territoriaux au cours de la guerre franco-allemande (1870-1871), dans le Reichsland Alsace-Lorraine nouvellement créé du Reich allemand. Le pays impérial Alsace-Lorraine a existé jusqu'à la fin de la Première Guerre mondiale (1914-1918) et a été dissous par la suite. Craincourt était à l'époque en Moselle, ce changement s'est également maintenu en 1918, lorsque la Moselle a été à nouveau attribuée à la France.
- Craincourt appartenait en tant que village francophone aux 247 dernières municipalités dont le nom a été germanisé lors de la Première Guerre mondiale le 2 septembre 1915. Le nom a été changé en « Kranhofen » et était jusqu'en 1918 un nom de lieu officiel.
- Importantes destructions en 1914-1918.
- De 1790 à 2015, Craincourt était une commune de l'ex-canton de Delme.

## Politique et administration
| Période                                  | Période   | Identité       | Étiquette | Qualité |
| ---------------------------------------- | --------- | -------------- | --------- | ------- |
| Les données manquantes sont à compléter. |           |                |           |         |
| Mars 1971                                | Mars 2001 | Yves Encelle   |           | Maire   |
| Mars 2001                                | Mars 2014 | Alain Brécourt |           | Maire   |
| Mars 2014                                | En cours  | Didier Fischer |           | Maire   |

## Démographie
L'évolution du nombre d'habitants est connue à travers les recensements de la population effectués dans la commune depuis 1793. Pour les communes de moins de 10 000 habitants, une enquête de recensement portant sur toute la population est réalisée tous les cinq ans, les populations de référence des années intermédiaires étant quant à elles estimées par interpolation ou extrapolation. Pour la commune, le premier recensement exhaustif entrant dans le cadre du nouveau dispositif a été réalisé en 2006.

En 2022, la commune comptait 228 habitants, en évolution de −11,63 % par rapport à 2016 (Moselle : +0,52 %, France hors Mayotte : +2,11 %).
| 1793 | 1800 | 1806 | 1821 | 1831 | 1836 | 1841 | 1846 | 1851 |
| ---- | ---- | ---- | ---- | ---- | ---- | ---- | ---- | ---- |
| 396  | 421  | 438  | 483  | 478  | 492  | 488  | 485  | 502  |

| 1856 | 1861 | 1871 | 1875 | 1880 | 1885 | 1890 | 1895 | 1900 |
| ---- | ---- | ---- | ---- | ---- | ---- | ---- | ---- | ---- |
| 438  | 416  | 403  | 412  | 388  | 384  | 374  | 390  | 373  |

| 1905 | 1910 | 1921 | 1926 | 1931 | 1936 | 1946 | 1954 | 1962 |
| ---- | ---- | ---- | ---- | ---- | ---- | ---- | ---- | ---- |
| 357  | 340  | 295  | 273  | 253  | 242  | 249  | 221  | 186  |

| 1968 | 1975 | 1982 | 1990 | 1999 | 2006 | 2011 | 2016 | 2021 |
| ---- | ---- | ---- | ---- | ---- | ---- | ---- | ---- | ---- |
| 164  | 167  | 161  | 195  | 231  | 254  | 265  | 258  | 234  |

| 2022 | - | - | - | - | - | - | - | - |
| ---- | - | - | - | - | - | - | - | - |
| 228  | - | - | - | - | - | - | - | - |

## Culture locale et patrimoine

### Lieux et monuments
- Château de Craincourt XVIe siècle, transformé XVIIIe siècle : portail aux armoiries datant de 1728, dépendances. Le château est inscrit au titre des monuments historiques par arrêté du 24 décembre 1991[20].
- Ancien moulin d'Envie.
- Église Saint-Martin gothique XVe siècle, restaurée après 1920.

### Personnalités liées à la commune
- Léon Nassoy, peintre renommé, né en 1874 dans le Saulnois. Fils d'agriculteur, il ne rêvait dès son enfance que de dessins. Une fois connu, il exposa en France et à l'étranger, notamment en Suisse et à Londres. En 1919, il assuma la charge de professeur de dessin, peinture et modelage à l'École Professionnelle de Metz et le musée de la ville trouva en lui un habile restaurateur. Lui qui vouait un véritable culte à sa province trouva la mort sur la Colline de Sion, haut-lieu de pèlerinage lorrain, en 1937. Parmi ses œuvres, on citera notamment La récolte des pommes de terre.

### Héraldique
| Blason de Craincourt | Blason  | D'argent à deux lions léopardés de gueules                                                                                             |
| Blason de Craincourt | Détails | Il s'agit du blason des Craincourt, maison de nom et d'armes, éteinte au XVIe siècle. Le statut officiel du blason reste à déterminer. |